# Stazione di Quarto Officina
La stazione di Quarto Officina è una fermata ferroviaria posta sulla Ferrovia Circumflegrea gestita dall'Ente Autonomo Volturno. È ubicata in via A. Scarlatti nel comune di Quarto.
La fermata dispone di un solo binario.
Prende il nome di Quarto Officina poiché a pochi passi dalla sede ferroviaria, è presente l'officina della Circumflegrea.